# アンクル・トマホーク
「 アンクル・トマホーク」（Uncle Tomahawk）は、アメリカインディアンが、白人にこびへつらうインディアン同胞に対して使う蔑称。

## 解説
「アンクル・トマホーク」は、1960年代の公民権運動のなか、黒人たちが「白人にこびへつらう黒人」につけた蔑称で、従順な黒人奴隷を主人公に白人が書いた小説『アンクル・トムの小屋』に登場する「アンクル・トム」をもじったものである。
1860年代、アメリカ西部地方でインディアン部族と白人との「インディアン戦争」が激化するなか、白人の砦に出入りして、便宜を図ってもらう者も現れた。スー族ではレッド・クラウドやスポッテッド・テイルのような人物がそれである。彼らは同族たちから「白人の砦にたかる奴ら」と呼ばれ、蔑まれた。
こういった「白人にこびへつらうインディアン」を、1960年代にインディアンたちが蔑称として呼び始めたのが「アンクル・トマホーク」である。
「アンクル･トマホーク」はこう説明される。「アンクル･トマホークは、白人の基準をより良いものとして、インディアンのアイデンティティーや文化を“Sold out”（売り切った）した者たちである」

## 類似語
インディアンが同族に使う同様の蔑称としては、「アップル」（林檎）がある。これは文字通り、「外身は赤いが中身は白い」（白人のようにふるまうインディアン）という意味である。
また黒人の「アンクル・トム」、インディアンの「アンクル・トマホーク」の他に、同様の意味で中国系アメリカ人は「アンクル・トン」（Uncle Tong）という蔑称を使う。